# Günter Hommel (Wasserschutzpolizist)
Günter Hommel (* 22. Juli 1925 in Kroppen; † 12. Februar 2009 in Heidelberg) war ein deutscher Polizeibeamter, bekannt als Begründer und Herausgeber des Handbuch der gefährlichen Güter (kurz Der Rote Hommel aufgrund des roten Umschlags).
Günter Hommel kam 1943 zur Kriegsmarine und kam 1945 in britische Kriegsgefangenschaft. Günter Hommel wollte ursprünglich Physik und Chemie studieren, was ihm aufgrund fehlender Mittel in der Nachkriegszeit verwehrt war. Er entschied sich dazu zur Polizei zu gehen. Als die amerikanische Militärverwaltung mit dem Aufbau der Wasserschutzpolizei im amerikanischen Sektor begann, wurde er 1946 in Wiesbaden eingestellt. Er absolvierte eine Ausbildung zum Diplom-Verwaltungswirt (FH) der Polizei. Günter Hommel übernahm in den fünfziger und sechziger Jahren Führungspositionen als Dienststellenleiter in Heilbronn und Heidelberg, bevor er 1966 endgültig zur Wasserschutzpolizeidirektion als Referatsleiter nach Mannheim wechselte. Er beendete 1985 seine berufliche Laufbahn als Erster Hauptkommissar der Wasserschutzpolizeidirektion Baden-Württemberg und Referatsleiter Gefährliche Güter und Umweltschutz.
In den 1960er Jahren kam es auf dem Rhein zu einigen spektakulären Gefahrgutunfällen (siehe Liste von Unfällen der Binnenschifffahrt), wie z. B. die Kollision der Fähre Tina Scarlett, die mit einem Kerosinfrachter kollidierte. Beide Unfallschiffe und weitere 9 Rheinfrachter verbrannten in den Flammen. Es gab Verluste an Menschenleben und eine große Anzahl von Schwerverletzten zu beklagen. Günter Hommel stellte fest, dass es sowohl bei der Polizei, bei den Medizinern, der Feuerwehr etc. keinerlei Information bezüglich der Gefahrenstoffe und den notwendigen Maßnahmen bei Unfällen gab. Deshalb begann Günter Hommel zunächst mit einer Materialsammlung, die für die Wasserschutzpolizei ausgelegt war. Die Komplexität der Materie erforderte jedoch schnell, weitere Wissensträger und die chemische Industrie zur Mitarbeit zu bewegen. Günter Hommel konnte einige Professoren der Chemie und Medizin an der Universität Heidelberg, Vertreter der chemischen Großindustrie (BASF, BAYER und HOECHST) sowie einiger Großfeuerwehren für die Mitarbeit in einem Autorenteam gewinnen.
Die Loseblattsammlung gefährlicher Güter erschien zuerst 1970 beim Springer-Verlag Heidelberg und entwickelte sich in den folgenden Jahren zu einem Standardwerk. Das Gesamtwerk umfasst heute acht Bände mit CD-Rom. Das Werk wurde schon früh in mehrere Sprachen übersetzt (u. a. ins Japanische und Ungarische). Auch nach seinem Ausscheiden aus dem aktiven Polizeidienst führte Günter Hommel zusammen mit seiner Frau Ingeborg Hommel und dem Autorenteam die Arbeiten am Handbuch der Gefährlichen Güter fort. Nachdem Günter Hommel im Februar 2009 verstorben war, entschieden der Springer-Verlag in Heidelberg und das verbliebene Autorenteam das Werk fortzuführen.
Günter Hommel erhielt für sein Lebenswerk hohe Auszeichnungen: 1985 erhielt er das Bundesverdienstkreuzes am Bande für sein Werk, im Jahr 1989 zudem das Verdienstkreuz Erster Klasse des Verdienstordens der Bundesrepublik Deutschland.
Günter Hommel wohnte in Heidelberg. Er war verheiratet und hatte drei Kinder.